# Motore Elsbett
Il motore Elsbett è un motore alternativo a ciclo Diesel inventato da Ludwig Elsbett, della Elsbett AG, che utilizza l'olio vegetale come carburante.

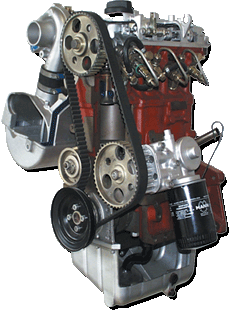
Motore Elsbett 3 cilindri in linea

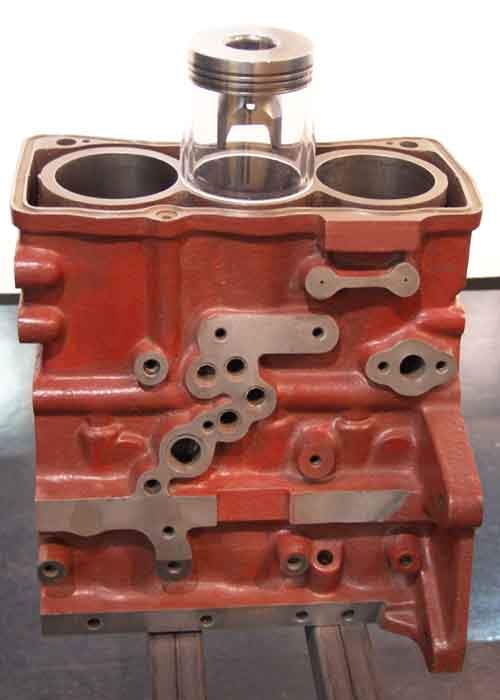
Blocco motore Elsbett 3 cilindri in linea, si noti il pistone in alto in centro, (sola parte superiore in acciaio con camera di combustione)

## Tecnologia
Il motore Elsbett ha alcune particolari soluzioni che permettono di considerarlo innovativo rispetto ai normali motori diesel a gasolio o biodiesel.
Il motore, utilizzando un carburante, l'olio pesante  tal quale, più viscoso dei normali carburanti Diesel o Biodiesel, ha necessità di un particolare sistema di alimentazione, e di una particolare miscelazione di aria e carburante che è ottenuta in un'apposita camera sferica ricavata nella parte superiore del pistone, con appositi iniettori.
La combustione avviene in buona parte nella camera ricavata nel pistone, che quindi è più sollecitato termicamente e meccanicamente; per questo è supportato dall'adozione, per quella parte del pistone, di acciai di qualità.
Il pistone è articolato in due parti: la superiore in acciaio, che alloggia la camera di combustione e lateralmente le fasce di tenuta, è incernierata con l'inferiore in alluminio la quale è connessa con la biella del motore; la parte inferiore funziona unicamente come pattino di scorrimento per le spinte di biella.
La combustione ben miscelata, e l'espansione su parti non particolarmente raffreddate come la camera del pistone, evita condensazioni ed incrostazioni, e migliora il rendimento dell'espansione.
Il motore è raffreddato con olio in luogo dell'acqua. La testata del motore e le canne dei pistoni (interessate dalla prosecuzione dell'espansione) sono molto meno raffreddate rispetto ai comuni motori Diesel. Il calore sottratto dal sistema di raffreddamento con olio è meno della metà che nei normali motori Diesel; questo estende ed uniforma la fase di espansione migliorando il rendimento. Nei normali motori l'espansione è limitata dalla repentina condensazione sulle pareti delle canne dei cilindri.
L'espansione uniformata e la ridotta condensazione sulle pareti riducono le sollecitazioni meccaniche violente e quindi la rumorosità.

## Vantaggi e svantaggi
L'uso dell'olio vegetale permette di adoperare una risorsa rinnovabile, in un ciclo che non produce inserimento di nuovi composti fossili estratti che incrementano l'effetto serra.
L'uso dell'olio vegetale tal quale, o con minimi trattamenti, permette di evitare la filiera produttiva dei carburanti lavorati, con tutti i costi ed i condizionamenti economici correlati.
La ottimizzazione dei rendimenti riduce sensibilmente i consumi a parità di energia erogata e quindi l'inquinamento.
La combustione migliore, a temperatura superiore, e con materie prime prive di composti solforati, produce comunque meno inquinamento da particolato e sostanze producenti le piogge acide.
Pur essendo previsto per la combustione di olio vegetale tal quale, i vantaggi di una migliore combustione e di un rendimento ottimizzato permangono invariati anche con l'uso di combustibili convenzionali come il gasolio.
Per contro: la combustione a temperature superiori produce maggiori quantità d'ossidi di azoto.

## Prove di uso
Il motore Elsbett è stato testato da Volkswagen, BMW, e Mercedes in Germania, e presso la Volvo in Svezia.
Negli anni ottanta un'automobile Mercedes-Benz con motore Elsbett vinse in Europa una serie di gare basate sul binomio combustibile-efficienza, dimostrando che la sua tecnologia è molto competitiva.
I motori che sono stati soprattutto sperimentati sono un tre cilindri da circa 1450 cm³, ed un quattro cilindri da circa 1950 cm³.
La Elsbett AG ha sede a Thalmaessing, Baviera, Germania.
Nota: L'olio vegetale non deve essere confuso con il Biodiesel che è un carburante chimicamente derivato dall'olio vegetale tramite il procedimento chiamato esterificazione.
La maggior parte dei motori diesel convenzionali possono essere convertiti per l'utilizzo dell'olio vegetale con l'applicazione di un apposito kit di modifica. (Un kit è stato messo a punto dalla Elsbett AG). I vecchi modelli Diesel generalmente hanno bisogno di modifiche limitate, i motori recenti hanno bisogno di modifiche piuttosto consistenti.